# English Bach Festival

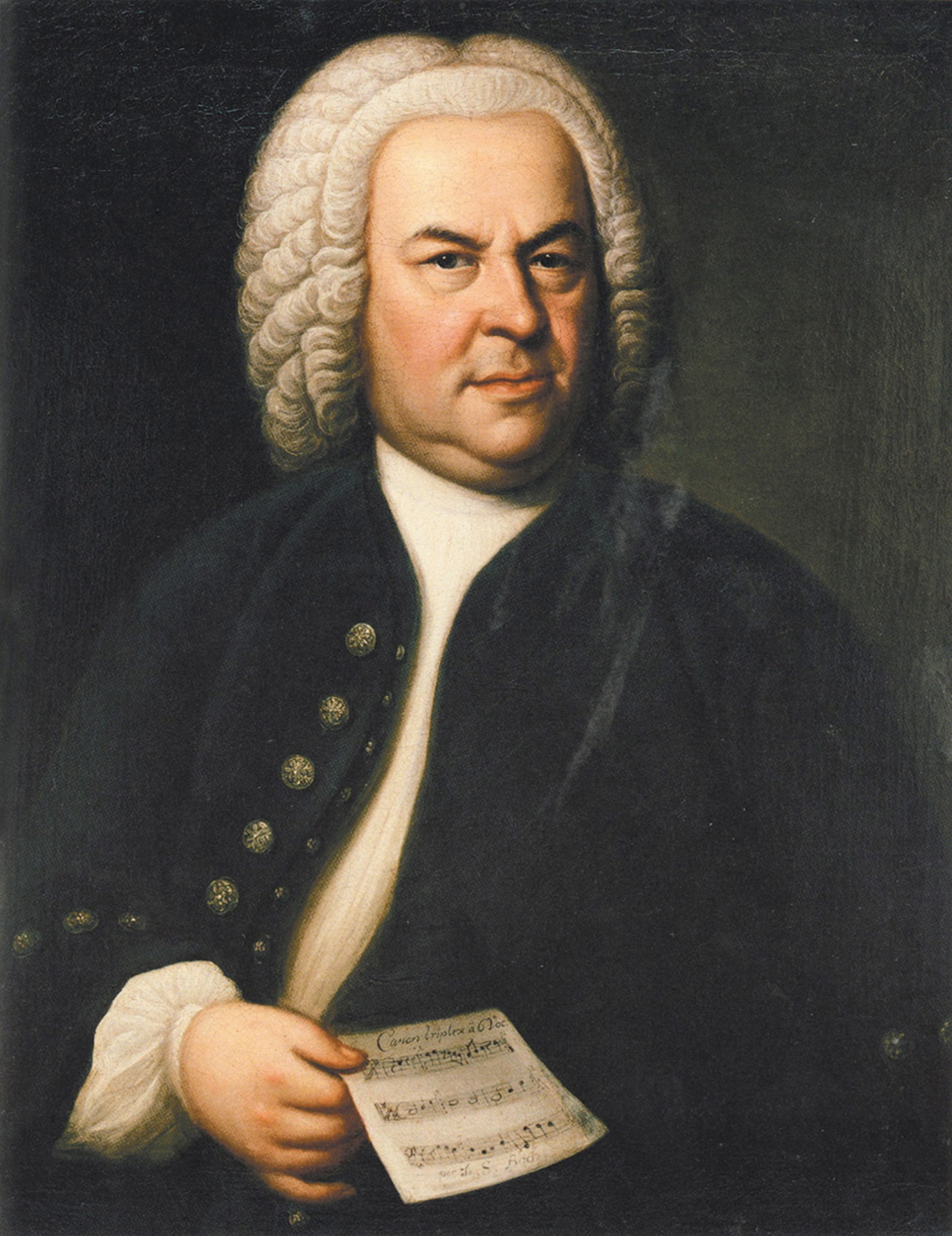
Johann Sebastian Bach al qual estava dedicat el festival

L'English Bach Festival va ser un festival anual de música clàssica del Regne Unit que va tenir lloc entre 1963 i 2009. Va ser fundat per la clavecinista i cantant d'origen grega Lina Lalandi (1920–2012) i el musicòleg anglès Jack Westrup, que van ser codirectors durant el festival els primers anys a Oxford
El 1971, Lalandi es va convertir en l'única directora i el festival es va basar principalment a Londres. Els primers programes del festival s'havien basat en gran manera en la música de Bach: la Passió segons sant Joan dirigida per Karl Richter va ser un dels aspectes més destacats d'un dels primers festivals. Tanmateix, des del primer moment el festival també va presentar música de compositors moderns. Lalandi va escriure el 1963 que el festival també inclouria compositors del segle XX la manera de pensar dels quals és més propera a [la de Bach] que a la de l'època romàntica. El primer festival es va centrar en les primeres cantates de Bach, incloses dues de les seves cantates. Cantates profanes escenificades disfressades, però també van presentar l'estrena mundial de la Sonata per a violí no acompanyat per Nikos Skalkottas. Stravinski va dirigir un concert de les seves pròpies obres al festival de 1964, i el festival va presentar les primeres actuacions britàniques d'obres de Xenakis, Stockhausen, Ligeti i Messiaen.
A finals de la dècada de 1970, l'EBF s'havia convertit principalment en una companyia d'òpera internacional centrada en òperes de l'època barroca que s'executaven poc, que s'interpretaven amb instruments d'època, vestits i decorats autèntics i cantants utilitzant moviments i gestos històricament informats. A partir de 1977, l'EBF va presentar una nit de convidat anual a la Royal Opera House. Entre les representacions d'òpera presentades en els darrers anys hi havia Telemaco de Gluck donada tant a Londres com a Atenes el 2003, Platée de Rameau a Atenes el 2006 i lOrfeo de Monteverdi a Londres el 2007. L'última actuació del festival va ser Alceste de Händel donada a la Banqueting House, de Londres l'any 2009. L'òpera no s'havia representat mai en vida de Händel i havia estat estrenada per l'EBF el 1984.